# حارة باب عبيلة (صنعاء)
حارة حارة باب عبيلة هي إحدى حارات حي بير العزب بمديرية التحرير إحد مديريات العاصمة اليمنية صنعاء، بلغ تعداد سكانها 190 نسمة حسب تعداد اليمن لعام 2004.